# Navia robinsonii
Navia robinsonii är en gräsväxtart som beskrevs av Lyman Bradford Smith. Navia robinsonii ingår i släktet Navia och familjen Bromeliaceae. Inga underarter finns listade i Catalogue of Life.